# 西田為之
西田 為之（爲之、にしだ ためゆき、1866年12月27日（慶応2年11月21日）- 1925年（大正14年）7月24日）は、明治から大正期の教育者、実業家、政治家。衆議院議員、大阪府三島郡玉櫛村長。

## 経歴
摂津国島下郡内瀬村（大阪府島下郡玉櫛村大字内瀬、三島郡玉櫛村大字内瀬を経て現茨木市）で、西田為三郎の息子として生まれる。1888年（明治21年）7月、大阪府師範学校を卒業した。
大阪市内の東区高等小学校の校長代（1893年）、首座教員（1894年）を務め、1895年（明治28年）10月から1906年（明治39年）まで船場尋常小学校で訓導・校長に在任した。
その後、帰郷して父の跡を継ぎ、玉櫛村会議員に選出された。1912年（明治45年）3月の立憲国民党支部会で衆議院議員選挙候補者に指名され、同年5月の第11回衆議院議員総選挙に大阪府郡部から立候補したが次点で落選。1915年（大正4年）3月、第12回総選挙に立憲同志会所属で出馬して当選し、その後憲政会に所属し衆議院議員に1期在任した。以後、第13回（大阪府郡部、憲政会）、第14回総選挙（大阪府第7区、憲政会公認）に立候補したがいずれも落選した。
1921年（大正10年）8月、玉櫛村長に選出され、再選された直後の1925年7月に死去した。また、農業、工業を営み、その改良に尽力し、化学工業機械取締役を務めた。

## 著作
- 『小学校用大阪府地理歴史 全』前川善兵衛、1899年。

## 親族
- 伯父 西田善五郎（茨木村長、初代茨木町長）[4]